# Polska Superliga Tenisa Stołowego 2010/2011
Superliga Tenisa Stołowego 2010/2011 – edycja rozgrywek pierwszego poziomu ligowego w Polsce. Brało w niej udział 10 drużyn, grając systemem kołowym. Cztery czołowe drużyny w tabeli po sezonie zasadniczym brały udział w meczach play-off o tytuł mistrza kraju natomiast drużyny z miejsca 9 i 10 miały zostać zdegradowane do niższej ligi. Jednak zajmująca 8 miejsce w tabeli PKS Opoka Trzebinia zrezygnowała z gry w Superlidze w sezonie 2011/2012. W związku z tym, zgodnie z regulaminem rozgrywek do rywalizacji w barażach o zwolnione miejsce przystąpiły zespoły, które w końcowej tabeli zajęły spadkowe 9 i 10 miejsce tzn. Silesia Miechowice (grająca już pod szyldem Armada BTTS Silesia Miechowice) i GLKS Nadarzyn. Do spotkań barażowych doszło w sierpniu 2011 roku i drużyny przystąpiły w składach na sezon 2011/2012.
Złoty medal Mistrzostw Polski wywalczył zespół ASTS Olimpia-Unia Grudziądz, srebrny Bogoria Grodzisk Mazowiecki, a brązowy otrzymały Pogoń Lębork i Gorzovia Gorzów Wielkopolski. Do niższej ligi zostały zdegradowane Opoka Trzebinia i GLKS Nadarzyn.

## Drużyny
| Nazwa drużyny               | Miejsce w poprzednim sezonie |
| --------------------------- | ---------------------------- |
| KS Bogoria Grodzisk Maz.    | 1                            |
| LKS Pogoń Lębork            | 2                            |
| GKS Gorzovia Gorzów Wlkp.   | 3                            |
| MLKS Ostródzianka Ostróda   | 3                            |
| AZS Politechnika Rzeszów    | 5                            |
| ZKS Drzonków                | 7                            |
| PKS Opoka Trzebinia         | 8                            |
| GLKS Nadarzyn               | 6                            |
| ASTS Olimpia-Unia Grudziądz | Awans z I ligi               |
| BBTS Silesia Miechowice     | Awans z I ligi               |

## Tabela (sezon zasadniczy)
| Poz. | Drużyna                        | M  | Z  | P  | Pojedynki | Punkty |
| ---- | ------------------------------ | -- | -- | -- | --------- | ------ |
| 1.   | KS Bogoria Grodzisk Mazowiecki | 18 | 17 | 1  | 52:17     | 34     |
| 2.   | ASTS Olimpia-Unia Grudziądz    | 18 | 16 | 2  | 51:13     | 32     |
| 3.   | GKS Gorzovia Gorzów Wlkp.      | 18 | 13 | 5  | 41:29     | 26     |
| 4.   | LKS Pogoń Lębork               | 18 | 10 | 8  | 35:37     | 20     |
| 5.   | MLKS Ostródzianka Ostróda      | 18 | 10 | 8  | 37:39     | 20     |
| 6.   | AZS Politechnika Rzeszów       | 18 | 8  | 10 | 36:36     | 16     |
| 7.   | ZKS Drzonków                   | 18 | 7  | 11 | 32:41     | 14     |
| 8.   | PKS Opoka Trzebinia            | 18 | 4  | 14 | 30:44     | 8      |
| 9.   | BBTS Silesia Miechowice        | 18 | 3  | 15 | 19:48     | 6      |
| 10.  | GLKS Nadarzyn                  | 18 | 2  | 16 | 21:50     | 4      |

## Wyniki (play-off)

### Półfinały
| Drużyna                   | Wyniki | Drużyna                        |
| ------------------------- | ------ | ------------------------------ |
| LKS Pogoń Lębork          | 2:3    | KS Bogoria Grodzisk Mazowiecki |
| GKS Gorzovia Gorzów Wlkp. | 1:3    | ASTS Olimpia-Unia Grudziądz    |

### Finał
| Drużyna                     | Wyniki  | Drużyna                        |
| --------------------------- | ------- | ------------------------------ |
| ASTS Olimpia-Unia Grudziądz | 3:2 3:0 | KS Bogoria Grodzisk Mazowiecki |

## Medaliści
| Lp. | Drużyna                        | Skład                                                        |
| --- | ------------------------------ | ------------------------------------------------------------ |
| 1.  | ASTS Olimpia-Unia Grudziądz    | Bartosz Such, Mateusz Gołębiowski, Kai Liu, Piotr Szafranek  |
| 2.  | KS Bogoria Grodzisk Mazowiecki | Wang Zeng Yi, Daniel Górak, Paweł Fertikowski, Robert Floras |
| 3.  | GKS Gorzovia Gorzów Wlkp.      | Paweł Platonow, Martin Olejnik, Radosław Żabski              |
| 3.  | LKS Pogoń Lębork               | Patryk Chojnowski, Marek Prądzinski, Bochao Li               |

## Baraż o utrzymanie
| Drużyna       | Wyniki | Drużyna                        |
| ------------- | ------ | ------------------------------ |
| GLKS Nadarzyn | 1:3    | Armada BBTS Silesia Miechowice |